# Гарант-Парк-Телеком
Гарант-Парк-Телеком — бывшая российская компания, предоставлявшая услуги связи, хостинг-провайдер, один из крупнейших регистраторов доменных имён в зонах .ru и .su (зарегистрировала и поддерживала более 600 тыс. доменов в зоне .ru), занимала третье место среди российских регистраторов доменов.
Предоставляла услуги коммутируемого и широкополосного доступа к сети Интернет, услуги хостинга и размещения оборудования клиентов в датацентре, регистрацию доменных имён второго уровня в девятнадцати различных зонах, а также регистрации провайдеронезависимых IP-адресов в базе данных RIPE. Обладает статусом локального интернет-регистратора.
Регистрацию доменных имён второго уровня осуществлял с 2001 года. В 2003 году стала первым российским аккредитованным регистратором доменных имён под маркой «Регистратор R01». Бесплатно предоставляет клиентам услуги сокрытия персональных данных из WHOIS, парковки доменов и перенаправления почты. На данный момент является единственным российским регистратором, поддерживающим делегирование доменов с использованием протокола безопасности DNSSEC.

## История
Компания была создана в 1995 году в качестве подразделения ЗАО «Гарант-Парк». Первоначально предназначалась для развития и поддержки коммерческих проектов в сети Интернет.
Начиная с 1996 года занимается предоставлением доступа к сети Интернет по собственной оптической сети в Западном и Юго-Западном административных округах Москвы, а также в Московском государственном университете. Подключение производится по технологиям ADSL и Ethernet.
К 1999 году число предоставляемых компанией услуг было существенно увеличено, в них вошли размещение серверов клиентов в собственном дата-центре, предоставление услуг shared-хостинга и регистрация доменов.
22 октября 2013 года неизвестными лицами украдены персональные данные 99 тысяч клиентов «Гарант-Парк-Телекома» .
5 августа 2014 года в результате технического сбоя подсистемы DNS регистратора некорректно отображались сайты пользователей.
C 20 по 27 февраля 2015 года регистратор без объяснения причин остановил прием заявок от новых клиентов, перенаправляя запросы на другие компании «Hosting Community».
В ноябре 2014 года собственный дата-центр был разобран и оборудование было вывезено в дата центр SAFEDATA.
Деятельность регистратора доменных имен перенесена в другое юридическое лицо, основной сайт компании — r01.ru, остальные виды деятельности закрыты.